# Непослушный котёнок
«Непослушный котёнок» — советский рисованный мультфильм, который создал в 1953 году режиссёр Мстислав Пащенко
по мотивам сказки Ивана Белышева
для детей.

## Сюжет
Жил-был у девочки маленький пушистый котёнок. Он был очень непослушный и всё хотел делать по-своему. Котёнок не послушался хозяйку и ушёл в лес. Там он познакомился с зайчиком, бельчонком, ежонком и, конечно, заблудился, промок под дождём и натерпелся страху. Но с помощью добрых лесных зверушек вернулся домой.

## Над фильмом работали
- Сценарий и постановка: Мстислав Пащенко
- Художники-постановщики: Борис Дёжкин, Валентина Василенко
- Художники-мультипликаторы: Надежда Привалова, Дмитрий Белов, Михаил Ботов, Лидия Резцова, Фёдор Хитрук, Борис Меерович, Фаина Епифанова, Е. Увира, Елизавета Комова, Константин Малышев, Борис Чани
- Художники-декораторы: Вера Роджеро, Дмитрий Анпилов
- Композитор: Карен Хачатурян
- Оператор: Александр Астафьев
- Звукооператор: Николай Прилуцкий
- Ассистент режиссёра: А. Бирулин
- Ассистент художника: Гражина Брашишките
- Технический ассистент: Лидия Ковалевская
- Монтажёр: Лидия Кякшт
- Роли озвучивали:
  - Владимир Ратомский — заяц
  - Юлия Юльская — зайчонок / бельчонок / ежонок
  - Мария Яроцкая
  - Виктория Иванова — котёнок
  - Маргарита Докторова  — ежиха
  - Галина Иванова  — девочка
  - Татьяна Барышева — бабушка девочки / зайчиха
  - Елена Понсова — белка / ворона
  - Александра Панова
  - Наталия Чкуасели

## Производство
В мультфильме используется эффект «пушистости» (специальная съёмка с применением масок и контрмасок).

## Отзывы
Советский историк кино C. С. Гинзбург в книге «Рисованный и кукольный фильм» (1957) отмечал, что «фильм, очень простой по сюжету, является в своём жанре непревзойдённым до сих пор образцом режиссёрского и изобразительного мультипликационного мастерства».
Режиссёр-мультипликатор И. П. Иванов-Вано писал, что «Пащенко в этом фильме проявил удивительную изобретательность и выдумку». При этом «результат оказался блестящим не только в техническом отношении, но и в творческом».

Котёнок в фильме получился необыкновенно лёгким, пушистым, обаятельным, чем сразу завоевал симпатии маленького
зрителя. Это была победа Пащенко, его настойчивости, трудолюбия, изобретательности. Это была новая победа
советской мультипликации.

## Награды
- 1954 — Бронзовая медаль I Международного кинофестиваля в Дурбане (ЮАР)

## Переиздания на DVD
Мультфильм неоднократно переиздавался на DVD в сборниках мультфильмов про мультик «Котенок по имени Гав»:
- «Непослушный котёнок», «Союзмультфильм», мультфильмы на диске: «Непослушный котёнок» (1953), «Вот так тигр!» (1963), «Как стать большим» (1967), «Почему ушёл котёнок» (1957), «Как котёнку построили дом» (1963), «Жадный Кузя» (1969), «Котёнок с улицы Лизюкова» (1988).